# The Ultimate Fighter 23 Finale
The Ultimate Fighter 23 Finale（ジ・アルティメット・ファイター・トゥエンティスリー・フィナーレ、別名The Ultimate Fighter: Team Joanna vs. Team Cláudia Finale）は、アメリカ合衆国の総合格闘技団体「UFC」の大会の一つ。本大会はリアリティ番組「The Ultimate Fighter」シーズン23のフィナーレとして、2016年7月8日、ネバダ州ラスベガスのMGMグランド・ガーデン・アリーナで開催された。

## 大会概要
「UFCインターナショナル・ファイトウィーク」の2日目として開催された本大会では、メインイベントでコーチ対決のヨアナ・イェンジェイチック対クラウディア・ガデーリャが組まれた。The Ultimate Fighter 23トーナメント決勝も行われ、女子ストロー級はタチアナ・スアレスが、ライトヘビー級はアンドリュー・サンチェスがそれぞれ優勝を果たした。
RFAミドル級王者アンドリュー・サンチェス、元Bellator世界ライト級王者ウィル・ブルックスがUFCデビュー。

## 試合結果

### アーリープレリム
第1試合 ウェルター級ワンマッチ 5分3R
○  リー・ジンリャン vs.  アントン・ザフィア ×
1R 2:46 KO（パウンド）
第2試合 ライト級ワンマッチ 5分3R
○  ケビン・リー vs.  ジェイク・マシューズ ×
1R 4:06 TKO（パウンド）

### プレリミナリーカード
第3試合 ミドル級ワンマッチ 5分3R
○  セザール・フェレイラ vs.  アンソニー・スミス ×
3R終了 判定3-0（29-28、29-28、29-28）
第4試合 ライトヘビー級ワンマッチ 5分3R
○  ジョシュ・スタンズバリー vs.  コーリー・ヘンドリックス ×
3R終了 判定2-0（29-27、29-27、28-28）
第5試合 フライ級ワンマッチ 5分3R
○  マテウス・ニコラウ  vs.  ジョン・モラガ ×
3R終了 判定2-1（29-28、28-29、29-28）
第6試合 フェザー級ワンマッチ 5分3R
○  グレイ・メイナード vs.  フェルナンド・ブルーノ ×
3R終了 判定3-0（30-27、30-27、30-27）

### メインカード
第7試合 ライト級ワンマッチ 5分3R
○  ジョアキン・シウバ vs.  アンドリュー・ホルブルック ×
1R 0:34 KO（右フック→パウンド）
第8試合 フェザー級ワンマッチ 5分3R
○  チェ・ドゥホ vs.  チアゴ・タバレス ×
1R 2:42 KO（右ストレート→パウンド）
第9試合 ライト級ワンマッチ 5分3R
○  ウィル・ブルックス vs.  ロス・ピアソン ×
3R終了 判定3-0（29-28、29-28、29-28）
第10試合 TUF 23女子ストロー級トーナメント 決勝 5分3R
○  タチアナ・スアレス vs.  アマンダ・クーパー ×
1R 3:43 ダースチョーク
※スアレスがトーナメント優勝。
第11試合 TUF 23ライトヘビー級トーナメント 決勝 5分3R
○  アンドリュー・サンチェス vs.  カリル・ラウンツリー ×
3R終了 判定3-0（30-25、30-25、30-26）
※サンチェスがトーナメント優勝。
第12試合 UFC世界女子ストロー級タイトルマッチ 5分5R
○  ヨアナ・イェンジェイチック vs.  クラウディア・ガデーリャ ×
5R終了 判定3-0（48-46、48-45、48-46）
※イェンジェイチックが3度目の防衛に成功。

### 各賞
ファイト・オブ・ザ・ナイト： ヨアナ・イェンジェイチック vs. クラウディア・ガデーリャ
パフォーマンス・オブ・ザ・ナイト： タチアナ・スアレス、チェ・ドゥホ
各選手にはボーナスとして5万ドルが授与された。

### カード変更
負傷などによるカードの変更は以下の通り。
- スティーヴィー・レイ → ケビン・リー（第2試合）

- スコット・アスカム → セザール・フェレイラ（第3試合）

- ジェームス・クラウス → ウィル・ブルックス（第9試合）